# Kaleido Star
Kaleido Star är en animeserie som produceras av Gonzo . Serien handlar om flickan Sora Naegino som kommer till USA från Japan på jakt efter en dröm: hon vill mest av allt i världen vara med i den berömda Kaleido Stage (en cirkus som Cirque du Soleil). Med hjälp av sina vänner kämpar hon för att förverkliga sin dröm. Tillsammans med sina bästa vänner Mia och Anna upptäcker hon hur mycket man måste träna och offra för att bli en stor Kaleido-stjärna.

## I Sverige
Kaleido Star började visas i Sverige den 22 mars 2007 i Barnkanalen. Man valde då att dubba serien med svenska röstskådespelare. Temalåtarna förblev dock orörda. Det finns 2 säsonger. Utöver dem så finns det tre extra avsnitt.